# Ned Beatty
Ned Thomas Beatty (født 6. juli 1937 i Louisville, Kentucky, USA, død 13. juni 2021) var en amerikansk skuespiller.
Han blev kendt gennem sin rolle i debutfilmen Deliverance (Udflugt med døden, 1972) og har siden spillet en række fine karakterroller, bl.a. i Nashville (1975), Network (Nettet, 1976), Superman (1978) og Wise Blood (Ondt blod) (1979). Han var den irske tenor i den britiske Hear My Song (Hør min sang) (1991) og politimand i Robert Altmans Cookie's Fortune (1999).

## Udvalgt filmografi
- Udflugt med døden - (1972)
- Nashville - (1975)
- Nettet - (1976)
- Eksorcisten II: Kætteren (1977)
- Superman (1978)
- Ondt blod - (1979)
- Superman II/ på nye eventyr - (1980)
  - Hopscotch -. (1980)
- The Toy - (1982)
- Kærlighed i kugleregn - (1986)
- Captain America (1990)
- Hør min sang - (1991)
- Cookie's Fortune - (1999)
- Toy Story 3 - (2010)
- Rango - (2011)
- 10 timer til Paradis - (2012)